# Flore d'Oware
Flore d'Oware (abreviado Fl. Oware) es un libro con ilustraciones y descripciones botánicas que fue escrito por el naturalista, pteridólogo, botánico, micólogo francés Ambroise Marie François Joseph Palisot de Beauvois. Fue publicado en París en 2 volúmenes con 20 partes en los años 1805-1820, con el nombre de Flore d'Oware et de Bénin, en Afrique, par A. M. F. J. Palisot-Beauvois. 